# Чемпіонат світу з трекових велоперегонів 1909
Чемпіонат світу з трекових велоперегонів 1909 проходив з 14 по 23 серпня 1909 року в Копенгагені, Данія. Змагання проводилися у двох дисциплінах — спринті та гонці за лідером серед аматорів та професіоналів окремо.

## Медалісти

### Чоловіки
Професіонали
| Дисципліна       | Золото       | Срібло         | Бронза       |
| Спринт           | Віктор Дюпре | Габрієль Пулан | Вальтер Рутт |
| Гонка за лідером | Жорж Паран   | Луї Даррагон   | Нет Батлер   |

Аматори
| Дисципліна       | Золото       | Срібло      | Бронза     |
| Спринт           | Вільям Бейлі | Карл Ноймер | Моріс Шіль |
| Гонка за лідером | Леон Мередіт | Моріс Кюзін | Жорж Пату  |

## Загальний медальний залік
| Місце  | Країна           | Золото | Срібло | Бронза | Загалом |
| ------ | ---------------- | ------ | ------ | ------ | ------- |
| 1      | Франція          | 2      | 3      | 1      | 6       |
| 2      | Велика Британія  | 2      |        |        | 2       |
| 3      | Німецька імперія |        | 1      | 1      | 2       |
| 4      | Бельгія          |        |        | 1      | 1       |
| 4      | США              |        |        | 1      | 1       |
| Всього | Всього           | 4      | 4      | 4      | 12      |